# Andrea II di Vladimir
Andrej II Jaroslavič (in russo Андрей Ярославич?), conosciuto anche come Andrea II di Vladimir (1222 – 1264), Gran Principe di Vladimir dal 1249 al 1252.

## Biografia
Figlio di Jaroslav II, Andrea ricevette il titolo di Gran Principe di Vladimir dal Batu Khan dell'Orda d'Oro nel 1248 ma governò solamente dall'anno seguente, alla morte di Mikhail.
Nel 1251 rifiuta di recarsi a Saraj, capitale dell'Orda d'Oro, per la conferma del titolo. Nel 1252 i mongoli invasero e devastarono il Principato di Vladimir, sconfissero Andrej e lo costrinsero a fuggire e rifugiarsi a Novgorod. Il titolo passò al fratello Aleksandr che invece si era recato a Saray.

## Ascendenza
|                          |                                    |                        | Genitori |  |  | Nonni |  |  | Bisnonni                 |  |  | Trisnonni           |  |
|                          |                                    |                        |          |  |  |       |  |  | Jurij Dolgorukij di Kiev |  |  | Vladimir II di Kiev |  |
|                          |                                    |                        |          |  |  |       |  |  | Jurij Dolgorukij di Kiev |  |  | Vladimir II di Kiev |  |
|                          |                                    | Eufemia                |          |  |  |       |  |  | Jurij Dolgorukij di Kiev |  |  |                     |  |
| Vsevolod III di Vladimir |                                    |                        |          |  |  |       |  |  | Jurij Dolgorukij di Kiev |  |  |                     |  |
|                          |                                    | Elena                  | …        |  |  |       |  |  |                          |  |  |                     |  |
|                          |                                    | Elena                  | …        |  |  |       |  |  |                          |  |  |                     |  |
|                          |                                    | Elena                  | …        |  |  |       |  |  |                          |  |  |                     |  |
| Jaroslav II di Vladimir  |                                    | Elena                  |          |  |  |       |  |  |                          |  |  |                     |  |
|                          |                                    | Švarno Zhiroslavyč     | …        |  |  |       |  |  |                          |  |  |                     |  |
|                          |                                    | Švarno Zhiroslavyč     | …        |  |  |       |  |  |                          |  |  |                     |  |
|                          |                                    | Švarno Zhiroslavyč     | …        |  |  |       |  |  |                          |  |  |                     |  |
| Maria Švarnovna          |                                    | Švarno Zhiroslavyč     |          |  |  |       |  |  |                          |  |  |                     |  |
|                          |                                    |                        | …        |  |  |       |  |  |                          |  |  |                     |  |
|                          |                                    |                        |          |  |  |       |  |  |                          |  |  |                     |  |
|                          |                                    | …                      |          |  |  |       |  |  |                          |  |  |                     |  |
| Andrej II di Vladimir    |                                    |                        |          |  |  |       |  |  |                          |  |  |                     |  |
|                          | Mstislav Rostislavič il Coraggioso | Rostislav I Mstislavič |          |  |  |       |  |  |                          |  |  |                     |  |
|                          | Mstislav Rostislavič il Coraggioso | Rostislav I Mstislavič |          |  |  |       |  |  |                          |  |  |                     |  |
|                          | Mstislav Rostislavič il Coraggioso | …                      |          |  |  |       |  |  |                          |  |  |                     |  |
| Mstislav Mstislavič      | Mstislav Rostislavič il Coraggioso |                        |          |  |  |       |  |  |                          |  |  |                     |  |
|                          |                                    | …                      | …        |  |  |       |  |  |                          |  |  |                     |  |
|                          |                                    | …                      | …        |  |  |       |  |  |                          |  |  |                     |  |
|                          |                                    | …                      | …        |  |  |       |  |  |                          |  |  |                     |  |
| Teodosia Mstislavna      |                                    | …                      |          |  |  |       |  |  |                          |  |  |                     |  |
|                          |                                    | Köten                  | …        |  |  |       |  |  |                          |  |  |                     |  |
|                          |                                    | Köten                  | …        |  |  |       |  |  |                          |  |  |                     |  |
|                          |                                    | Köten                  | …        |  |  |       |  |  |                          |  |  |                     |  |
| Maria                    |                                    | Köten                  |          |  |  |       |  |  |                          |  |  |                     |  |
|                          |                                    | …                      | …        |  |  |       |  |  |                          |  |  |                     |  |
|                          |                                    | …                      | …        |  |  |       |  |  |                          |  |  |                     |  |
|                          |                                    | …                      | …        |  |  |       |  |  |                          |  |  |                     |  |
|                          |                                    | …                      |          |  |  |       |  |  |                          |  |  |                     |  |